# Freiwilliges Arbeitsengagement
Freiwilliges Arbeitsengagement bezeichnet berufliche Tätigkeiten, die das Organisationsziel fördern, aber außerhalb der primären Arbeitsanweisungen liegen und aus eigenem Antrieb ausgeführt werden (intrinsische Motivation). Darunter fallen Hilfe gegenüber Kollegen, Schutz der Organisation vor Vandalismus, Unterbreitung von Verbesserungsvorschlägen, Erwerb von Kenntnissen aus eigener Initiative, die für eine Verbesserung der Arbeitsleistung förderlich sind, Übernahme von Verantwortung, die formal nicht zugeschrieben wurde, und eine positive Darstellung der Organisation nach außen. Ein verwandter Begriff ist Extra-Rollenverhalten. Ein Gegenbegriff ist "in-role"-Verhalten, das durch den Arbeitsvertrag der Mitarbeiter definiert ist, also ihre Dienstaufgaben im engeren Sinne.
Verschiedene theoretische Ansätze beziehen sich auf Freiwilliges Arbeitsengagement:
1. Staatsbürgerliches Verhalten in Organisationen (organizational citizenship behavior, OCB[2])
2. Prosoziales Organisationsverhalten[3]
3. Spontaneität in Organisationen[4]

Freiwilliges Arbeitsengagement weist Überschneidungen, aber auch Differenzen zum Konzept der Identifikation mit einer Organisation auf (Gebundenheit). So zeigen Befunde von Pond, Nacoste, Mohr & Rodriguez (1997), dass das von Vorgesetzten eingeschätzte staatsbürgerliche Verhalten von Mitarbeitern (OCB) mit der von den Mitarbeitern selbst eingeschätzten Identifikation mit ihrer Organisation schwach positiv korreliert.
Freiwilliges Arbeitsengagement ist sowohl als Ursache als auch als Folge von organisationaler Identifikation anzusehen. Freiwilliges Arbeitsengagement ist vom "Flow-Konzept" abzugrenzen, das Konzentration, Zielvorgabe, tiefes Involvement, Kontrollerleben und ein Vergessen der Zeit beinhaltet, während eine herausfordernde Tätigkeit ausgeübt wird.
Freiwilliges Arbeitsengagement kann in mehrere Dimensionen unterteilt werden: Dazu zählen Hilfsbereitschaft, Gewissenhaftigkeit, Höflichkeit, Unkompliziertheit bzw. sportlicher Geist, der darin zum Ausdruck kommt, dass kleine Mängel und Unzulänglichkeiten toleriert werden, Eigeninitiative und bürgerliche Tugend, die die regelmäßige, mutige und konstruktive Teilnahme an dem Firmenleben betrifft. In neueren Untersuchungen wird oft zwischen drei Dimensionen unterschieden: Hilfsbereitschaft, Eigeninitiative und sportlicher Geist, für deren Messung ein Fragebogen entwickelt wurde. Die Komponente der Hilfsbereitschaft wird durch einen Fragebogen von Bierhoff, Müller & Küpper (2000) gemessen.
Freiwilliges Arbeitsengagement unterliegt verschiedenen antezedenten Bedingungen (z. B. Stimmung, Zufriedenheit, Arbeitsethik, Fairness). Der Führungsstil kann freiwilliges Arbeitsengagement ermutigen. Dabei wirkt sich ein Austauschorientierter, Mitarbeiter-fördernder und delegierender Stil des Vorgesetzten günstig aus. 
Weitere Forschung befasst sich mit den Prozessen, die zwischen Eigenverantwortung und freiwilligem Arbeitsengagement vermitteln. Freiwilliges Arbeitsengagement kann sich positiv auf die Gruppenleistung auswirken. Eines der wichtigsten Korrelate des Freiwilligen Arbeitsengagements ist die Gruppenatmosphäre (Bierhoff & Müller, 2005). 
Freiwilliges Arbeitsengagement bei Mitarbeitern ist über verschiedene Ansätze der Führung (z. B. Verhaltensgitter) und über arbeitsorganisatorische Maßnahmen beeinflussbar.